# Cristoforo Bonavino
Cristoforo Bonavino, noto anche con lo pseudonimo di Ausonio Franchi (Pegli, 27 febbraio 1821 – Genova, 12 settembre 1895), è stato un presbitero, filosofo e teologo italiano.

## Biografia
Nacque a Pegli, in una casa che sorgeva sulla via Aurelia, successivamente demolita per la costruzione del lungomare.
Nel 1838 entrò in seminario. Nel 1840, a Bobbio, entrò nella congregazione degli Oblati di Sant'Alfonso Maria de' Liguori, fondata, in quella stessa città, nel 1838 dal vescovo Antonio Maria Gianelli.

### La fase razionalista
Il suddiacono venne accolto nella diocesi di Bobbio dal vescovo Antonio Maria Gianelli il quale lo riteneva persona dotata di ottime qualità.
Venne ordinato sacerdote nel 1840, in tre feste consecutive, dallo stesso Gianelli il quale lo accolse tra i suoi Oblati, da poco fondati in Bobbio, nella sede del Santuario della Madonna dell'Aiuto. Il vescovo lo costituì poco dopo, sebbene giovanissimo, vicesuperiore.

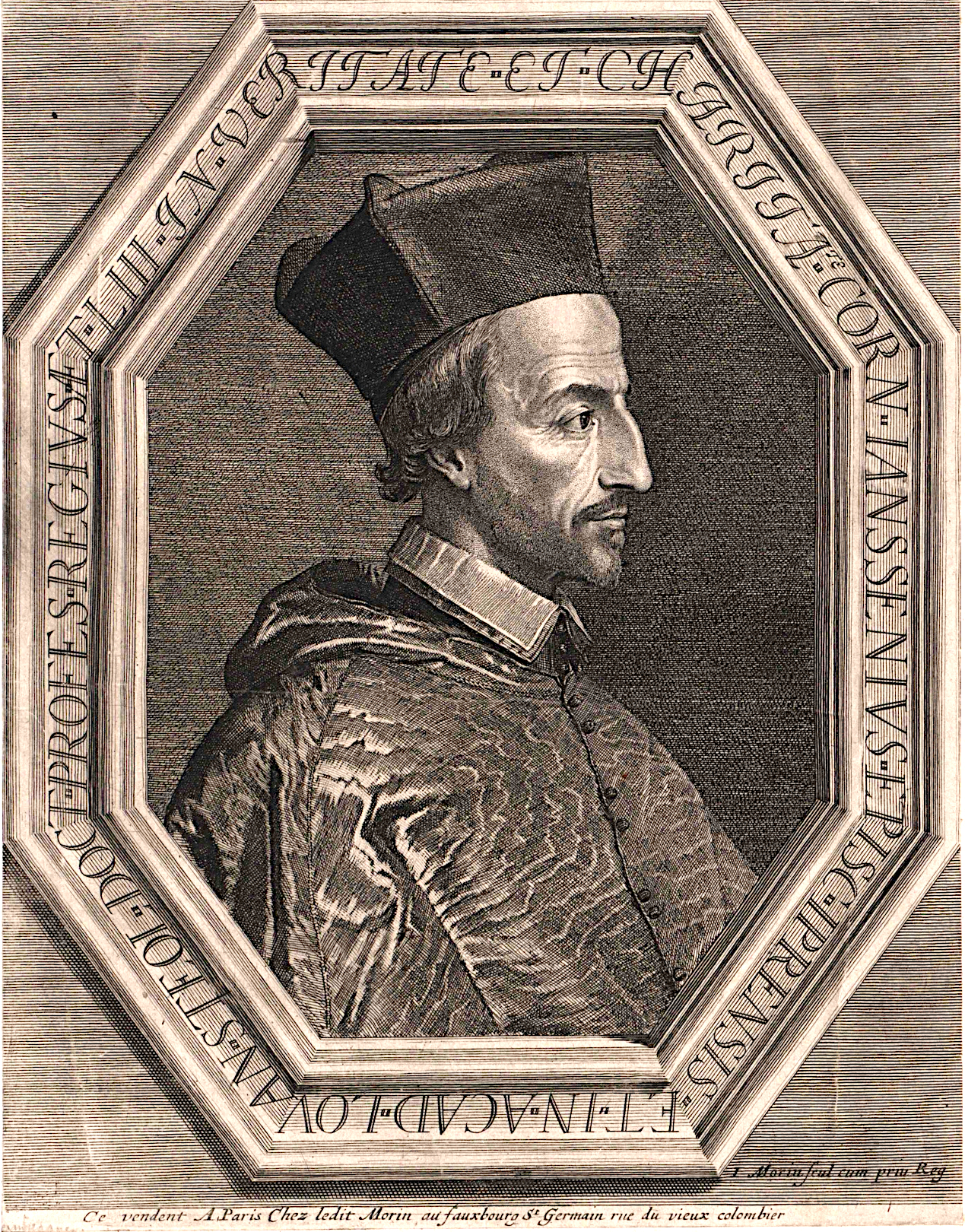
Cornelius Jansen, padre del giansenismo

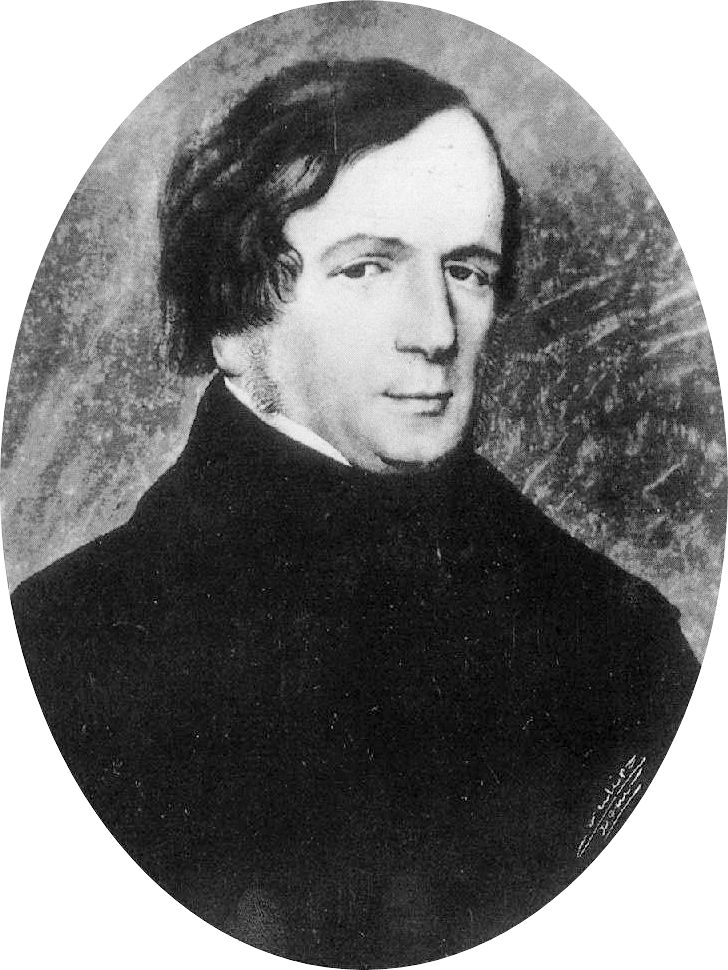
Vincenzo Gioberti

In tale posizione Bonavino indusse il vescovo ad irrigidire molto la regola che aveva loro data. Egli usava con i colleghi, tutti più maturi di lui, un rigore che essi reputarono intollerabile, tanto che molti ne rimasero disgustati e parecchi se ne andarono.
Qualche suo compagno notò in lui uno spirito di superbia inoltre, in una disputa teologica, Bonavino mostrò una dottrina diametralmente opposta a quella di Sant'Alfonso Maria de' Liguori, tanto che il vescovo Gianelli dovette intervenire per richiamarlo, dicendogli: "se continuate in questa guisa, voi non potrete recare che gravi dispiaceri alla Chiesa e voglia Iddio che non diventiate apostata".
Egli dapprima rispose positivamente al richiamo, ma poi nuovamente ritornò sulle sue posizioni.
Aveva attinto dallo spirito giansenista, tenacemente combattuto dal Gianelli e non ancora assopito, sia leggendo opere spregiudicate sia discorrendo con qualche prete ancora seguace di quella dottrina.
Il vescovo lo chiamò nuovamente a sé e gli chiese paternamente se fosse vero quanto gli veniva riferito, ed egli audacemente gli rispose di sì e disse che avrebbe persistito nel suo sentimento e che non vi era alcuna speranza che si potesse ricredere.
Le sue parole furono: " ... no, neppure se mi trovassi innanzi alla bocca di un cannone e mi si minacciasse di darmi fuoco!".
Allora il vescovo dovette cacciarlo dalla diocesi di Bobbio, dubitando della buona riuscita del nuovo Istituto.
Subì, anche, l'influenza del positivismo francese e del criticismo tedesco. Poco dopo venne espulso dalla congregazione per le sue dottrine che si allontanavano dal probabilismo alfonsiano.
A Genova aprì una scuola. Partecipò nelle lotte contro i gesuiti, collaborando alla redazione de Il gesuita moderno, e con due pubblicazioni: I Gesuiti e Autentiche prove contro i Gesuiti (1846).
Visse in prima persona la rivoluzione del 1848, condividendo gli ideali risorgimentali, e stando in contatto, al punto di arrivare alle polemiche, con le figure più rappresentative di esso: Mazzini, Ferrari, Pisacane, Macchi, La Farina, Orsini e Crispi.
Nel 1849 venne sospeso a divinis per la difesa degli "errori" del suo Corso di religione alle Figlie di S. Bernardo, e lasciò il ministero sacerdotale.

Da questo anno (e fino al 1889) usò lo pseudonimo di Ausonio Franchi, cioè "italiano libero".
Su consiglio del Gioberti, verso il quale era orientato politicamente, si dedicò agli studi filosofici. In questo periodo scrisse:
- La filosofia delle scuole italiane (1852)
- Appendice alla filosofia delle scuole italiane (1853): ove giustificò la propria apostasia
- La religione del secolo XIX (1853)
- Studi religiosi e filosofici: Del sentimento (1854)
- Il razionalismo del popolo (1856)

Trasferitosi a Torino, divenne mazziniano. Nel 1854 fondò Ragione, un bimestrale di critica religiosa, politica e sociale.
Nel 1859 si trasferì a Milano dove diresse La gente latina. Nel 1856 ottenne la cattedra di Storia della filosofia dell'Università di Pavia. Nel 1863 venne trasferito all'Accademia di Scienze e Lettere di Milano.
Massone, fu membro della Loggia "Insubria" di Rito simbolico italiano, che con altre, di numero minore rispetto alle prevalenti di Rito scozzese antico e accettato, si strinsero intorno alla Loggia madre torinese "Ausonia" e si organizzarono all'obbedienza di un "Gran Consiglio Simbolico", sorto da un'assemblea tenuta a Milano il 1-5 luglio 1864. Fu inoltre membro onorario della Loggia "Azione e Fede", di Pisa.
Il "Gran Consiglio Simbolico" ebbe sede prima a Torino e poi a Milano e con la presidenza di Ausonio Franchi, finché  nel 1868 si unì al "Grande Oriente Italiano" con un atto firmato per il Gran Consiglio tra gli altri dallo stesso Ausonio Franchi, che fu strenuo e auterevole propugnatore della fusione nel nuovo Grande Oriente.
In questo periodo scrisse:
- Letture della storia della filosofia moderna (1863)
- Lettere a N. Mameli su la teoria del giudizio (1871)
- Saggi di critica e polemica (1871-1872)

### Il ritorno al cattolicesimo
Iniziò poi un periodo in cui rimise in discussione la propria attività filosofica. Ciò lo portò a scrivere L'ultima critica (1889-1893). Nei tre volumi che compongono l'opera, disse di voler essere la «confutazione di tutti i paralogismi, che mi avevano condotto al razionalismo, ed esposizione degli argomenti che mi hanno ricondotto prima alla filosofia tomistica e poi alla fede cristiana». Visse l'esperienza della conversione filosofica nel 1879 e quindi religiosa nel 1889; iniziò facendo visita al Santuario di Virgo Potens in Sestri Ponente, dove è collocata una lapide in ricordo dell'evento:
L'ultima critica venne da lui annunciata nel 1889 all'arcivescovo Salvatore Magnasco. Manifestò, inoltre, l'intenzione di ritirarsi nel santuario di Rho per confessarsi e riconciliarsi con la Chiesa. Il libro fu terminato nel convento carmelitano di Sant'Anna, a Genova, dove si trasferì nel 1892. Aveva un buon rapporto con i frati, anche se conduceva vita molto ritirata. Dopo il ritorno alla fede egli confidò che, anche negli anni in cui sembrava più lontano dalla Chiesa cattolica e più imbevuto di positivismo, non aveva mai abbandonato la pratica quotidiana di recitare tre Ave Maria e non era mai venuto meno al celibato sacerdotale.
Infine, nel 1893, tornò al ministero sacerdotale e riprese a celebrare la Messa.

## Targhe commemorative
Sulla casa natale di Pegli era apposta questa lapide, trasferita dopo la demolizione nella piazzetta della Giuggiola (attuale Vico Condino), cuore del centro storico di Pegli:
Cristoforo Bonavino
nato in Pegli il 27 febbraio 1821
apostata col nome di Ausonio Franchi
seppe ritrovare le vie del vero
e dalla tenebra dell'errore
assurgere
all'eterno splendore del pensiero cristiano

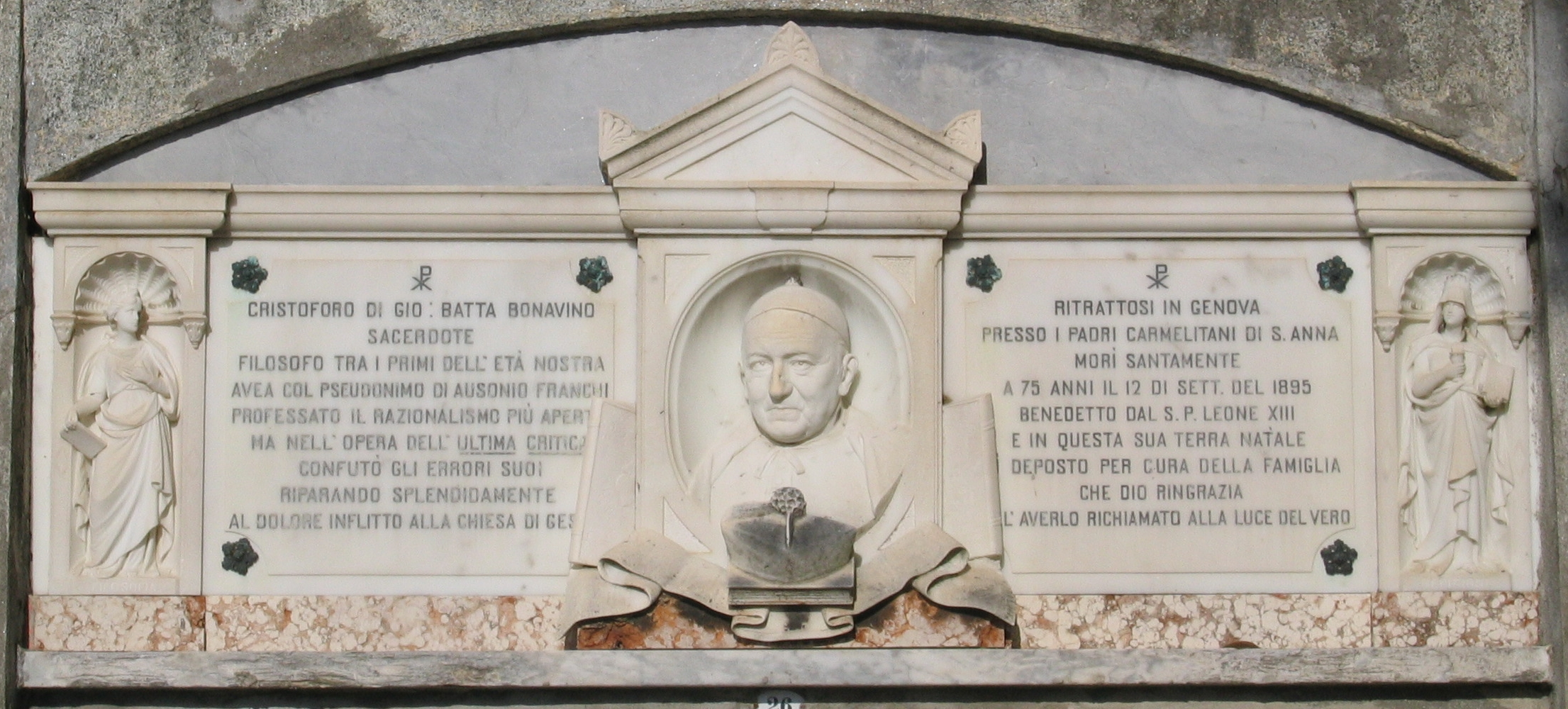
La lapide del Bonavino nel cimitero di Pegli

nel centenario della sua nascita
i cittadini
q.m.p.
La lapide del cimitero di Pegli:
Cristoforo di Giovan Battista Bonavino sacerdote
filosofo tra i primi dell'età nostra
aveva col pseudonimo di Ausonio Franchi
professato il razionalismo più aperto
ma nell'opera dell'ultima critica
confutò gli errori suoi
riparando splendidamente
il dolore inflitto alla Chiesa di Gesù.
Ritiratosi in Genova
presso i Padri Carmelitani di S. Anna
morì santamente
a 75 anni il 12 settembre 1895
benedetto dal S. P. Leone XIII
e in questa sua terra natale
deposto per cura della famiglia
che Dio ringrazia
d'averlo richiamato alla luce del vero.